# Vlaskapelle
Vlaskapelle was een Belgisch bier van hoge gisting.
Het bier werd gebrouwen in Brouwerij Gulden Spoor te Gullegem.
Het is een rood bier, type Vlaams roodbruin, met een alcoholpercentage van 5%, gebrouwen met whiskymout. Dit is het carnavalsbier van Gullegem.